# Benedikt Carpzov der Ältere

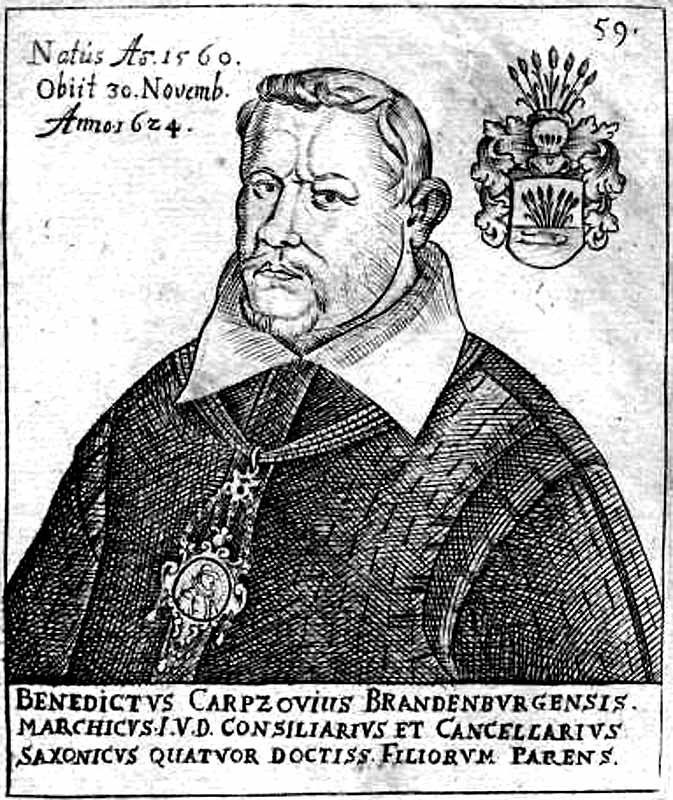
Benedikt Carpzov der Ältere

Benedikt Carpzov der Ältere (* 22. Oktober 1565 in Brandenburg an der Havel; † 26. November 1624 in Wittenberg) war ein deutscher Professor der Rechtswissenschaften.

## Leben

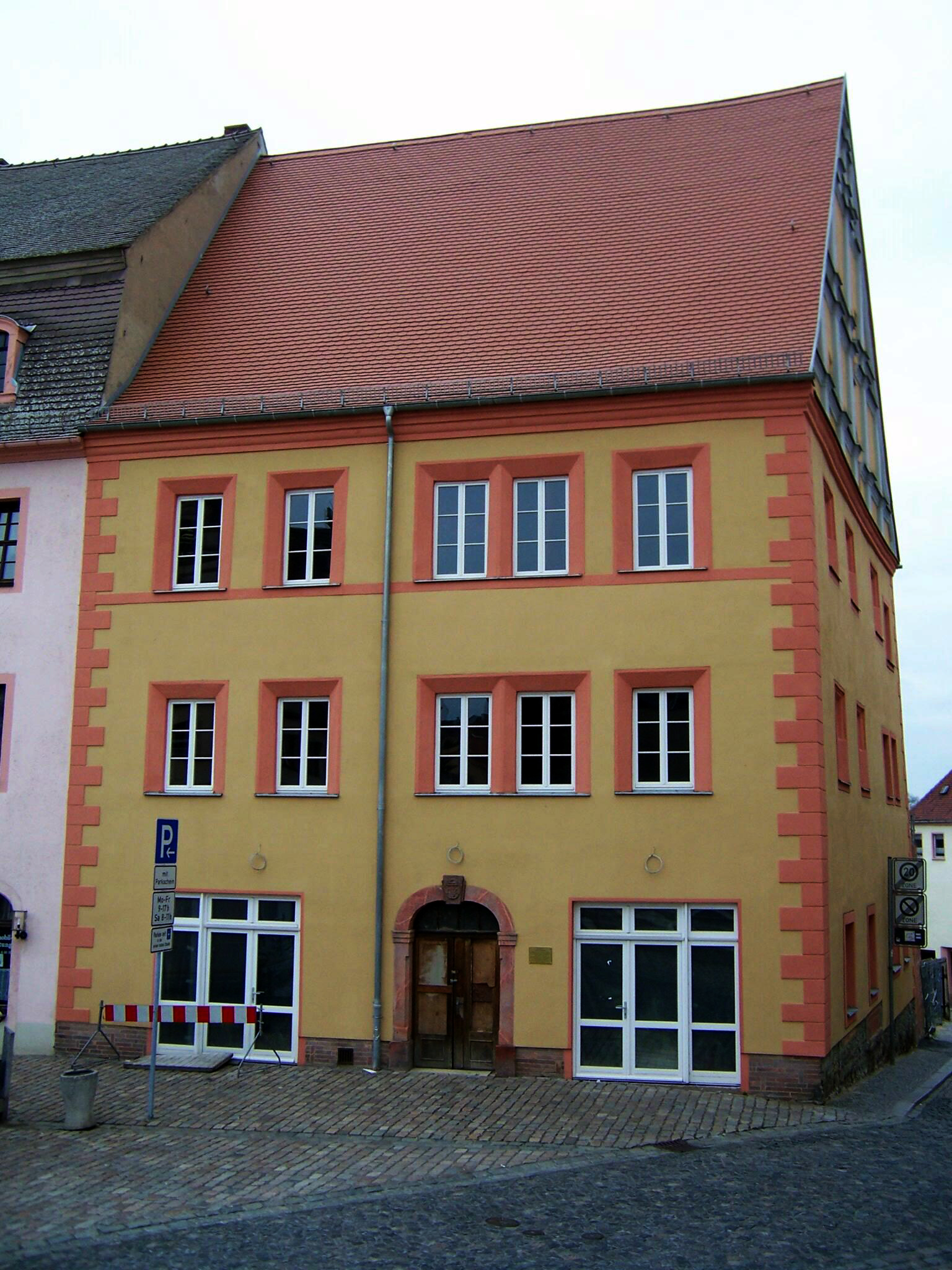
Wohnhaus (ab 1602) von Benedikt Carpzov in Colditz

Benedikt Carpzov der Ältere war der Sohn des Brandenburger Bürgermeisters Simon Carpzov aus der Familie Carpzov und dessen Frau Anna (geb. Lindenholz). Er besuchte in seiner Heimatstadt und in Braunschweig die Schule. 1580 immatrikulierte er sich an der Universität Wittenberg, wo er juristische Studien aufnahm, und wechselte 1583 an die Universität Frankfurt/Oder. 1584 ging er zurück nach Wittenberg, wo er das Lizentiat erwarb. Anschließend begab er sich auf eine Studienreise an die Universitäten in Altdorf bei Nürnberg, Ingolstadt, Tübingen, Straßburg und Heidelberg.
Zurück in Wittenberg promovierte er am 8. September 1590 zum Doktor der Rechte und wurde 1592 Mitglied der Wittenberger Juristenfakultät. 1594 übernahm er eine Kanzlerstelle beim Grafen Martin in Reinstein und Blankenburg. In Wittenberg, wo er seinen Wohnsitz behalten hatte, bewarb er sich 1596 als außerordentlicher Professor an der Universität; der sächsische Administrator lehnte dies aus Sparsamkeitsgründen jedoch ab.
1599 wurde er zur untersten Professur an der Juristenfakultät berufen und stieg 1601, als Thomas Franzius von seiner Professur zurücktrat, zur vierten Professur auf. 1602 berief ihn die Witwe des Kurfürsten Christian I. von Sachsen, Sophie, als Kanzler an ihren Hof; damit verbunden war die Stelle eines Rates am Appellationsgericht in Dresden.
Da die Kurfürstin Sophie ihren Witwensitz in Colditz hatte, folgte Carpzov ihr dorthin. Ab 1610 vertrat er auch die Interessen ihrer Tochter Dorothea, die Äbtissin des Stiftes Quedlinburg war. Nach dem Tod der Kurfürstin kehrte er 1623 als Privatmann nach Wittenberg zurück, wurde aber hin und wieder vom sächsischen Kurfürsten Johann Georg I. von Sachsen mit öffentlichen Aufgaben betraut. 1624 starb er im Alter von 59 Jahren und wurde in der Wittenberger Schlosskirche beigesetzt.
Carpzov hat außer unbedeutenden Dissertationen nichts veröffentlicht, erlangte aber zu seiner Zeit allein durch seine Persönlichkeit viel Ruhm.

## Familie
In erster Ehe war Carpzov seit 8. September 1590 mit Anna Fluth (* 19. April 1573 in Wittenberg; † 4. Dezember 1598 ebenda) verheiratet. Sie war Tochter des Wittenberger Apothekers und Ratsmitgliedes Conrad Fluth (* 1538 in Weida; † 3. Februar 1608 in Wittenberg), der sich am 30. Januar 1570 mit der Tochter Anna des Apothekers und Bürgermeisters von Wittenberg Casper Pfreund vermählt hatte. Dieser wiederum war der Schwiegersohn von Lucas Cranach dem Älteren. Aus Carpzovs erster Ehe stammen die Söhne Konrad Carpzov und Benedikt Carpzov der Jüngere sowie die Töchter Maria (* 18. Juli 1598 in Wittenberg, † Mai 1640 in Quedlinburg, verheiratet am 2. Mai 1620 mit dem späteren Kanzler in Rudolstadt Friedrich Lentz (* 11. September 1597 in Wittenberg; † 9. Januar 1659 in Rudolstadt)) und Anna (verheiratet mit dem Patrizier und Pfänner Erasmus Ludwieger († 1617) in Halle (Saale) (sie lebte noch 1640 in Halle)).
Nachdem seine erste Frau im Wochenbett verstorben war, heiratete Carpzov 1601 Christine Selfisch (* 20. Juli 1585 Wittenberg; † 1. April 1661 Coburg), eine Tochter des Wittenberger Buchhändlers und Bürgermeisters Samuel Selfisch und dessen zweiter Frau Margareta Rubin. Aus dieser Ehe stammen die Kinder Christian Carpzov, Anna Maria Carpzov († 12. Oktober 1622), Johann Benedikt Carpzov I., August Carpzov und Carolus Carpzov (* Colditz). Über seinen Sohn Johann Benedikt besteht eine Ahnenlinie zur Königin Beatrix der Niederlande.